# 羅吉茲諾 (日達喬夫區)
49°21′52″N 24°11′58″E / 49.36444°N 24.19944°E
羅吉茲諾（烏克蘭語：Рогізно），是烏克蘭西部的村莊，隸屬利維夫州的斯特雷區。該村始建於1700年，面積2.09平方公里，海拔高度242米，2001年人口703，人口密度每平方公里335.88人。